# Polyalthia lauii
Polyalthia lauii Merr. – gatunek rośliny z rodziny flaszowcowatych (Annonaceae Juss.). Występuje naturalnie w Wietnamie oraz w południowo-wschodnich Chinach (na wyspie Hajnan). 

## Morfologia
PokrójZimozielone drzewo dorastające do 25 m wysokości. Kora ma ciemnoszarą barwę. Młode pędy są owłosione.
LiścieMają kształt od podłużnego do podłużnie eliptycznego. Mierzą 8–20 cm długości oraz 3,5–8 cm szerokości. Są mniej lub bardziej skórzaste. Nasada liścia jest od ostrokątnej do zaokrąglonej. Blaszka liściowa jest o spiczastym wierzchołku. Ogonek liściowy jest owłosiony i dorasta do 5–8 mm długości.
KwiatySą zebrane w kwiatostany, rozwijają się w kątach pędów. Działki kielicha mają owalny kształt, są owłosione od zewnętrznej strony i dorastają do 5 mm długości. Płatki mają kształt od podłużnie owalnego do owalnie podłużnego i żółtawą barwę, są owłosione od zewnątrz, osiągają do 20–35 mm długości i 10–15 mm szerokości, płatki zewnętrzne są nieco mniejsze niż wewnętrzne. Kwiaty mają silnie owłosione owocolistki o podłużnym kształcie.
OwocePojedyncze mają jajowato elipsoidalny kształt, zebrane w owoc zbiorowy. Są nagie, osadzone na szypułkach. Osiągają 25–50 mm długości i 10–20 mm szerokości.

## Biologia i ekologia
Rośnie w lasach. Występuje na wysokości do 700 m n.p.m. Kwitnie od kwietnia do czerwca, natomiast owoce dojrzewają od października do grudnia.